# Julius Dombrink

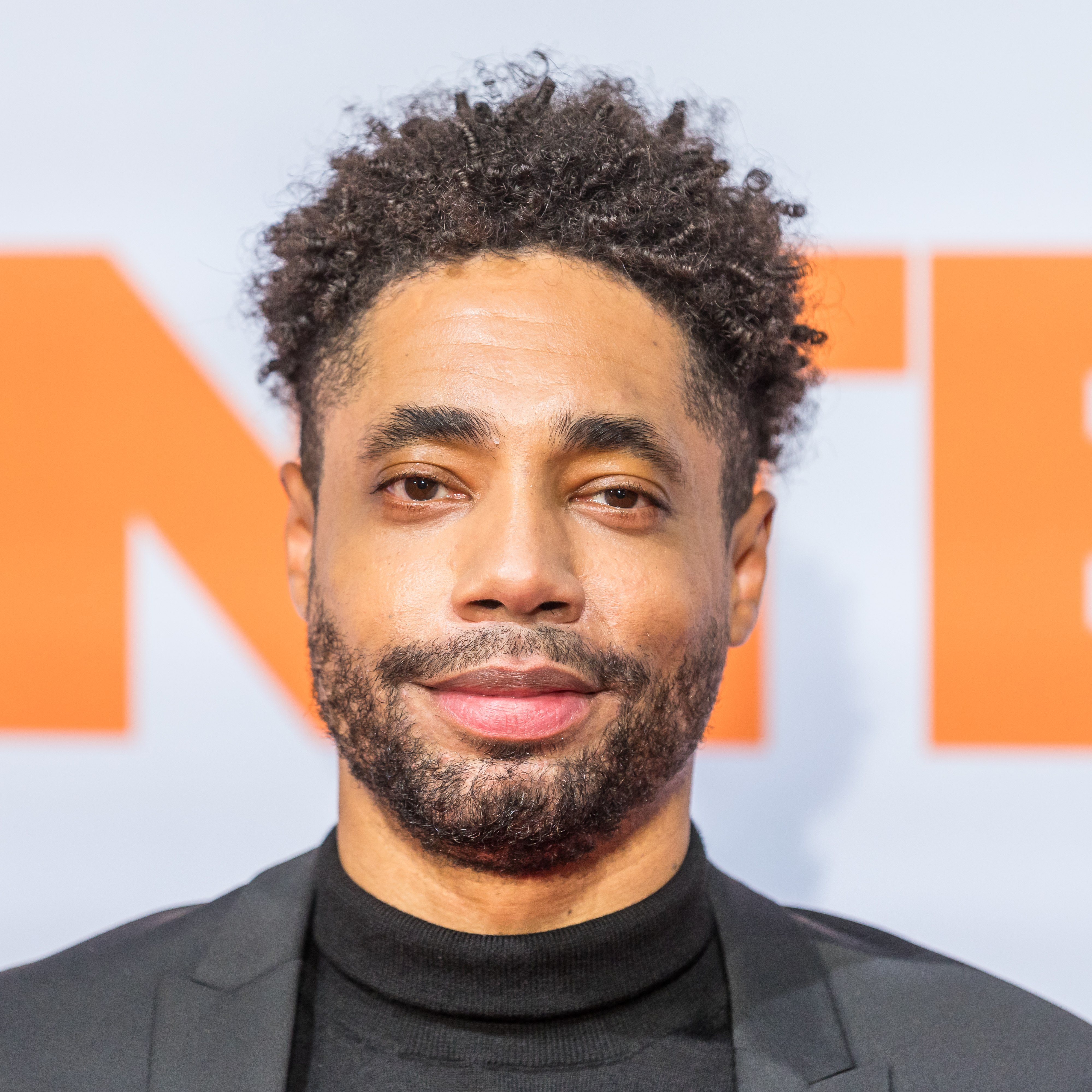
Julius Dombrink, 2024

Julius Douglas Dombrink (* 1989 in Mombasa, Kenia) ist ein deutscher Film- und Theaterschauspieler.

## Leben und Wirken
Dombrink absolvierte von 2011 bis 2013 eine Schauspielausbildung an der Film Acting School Cologne in Köln. Seinen ersten professionellen Bühnenauftritt hatte er 2010 im Stück Blue/Orange in Der Kleine Bühnenboden in Münster. Nach seinem Debüt als Filmschauspieler 2012 im Arthaus-Kurzspielfilm Pour l'amour du Jeu – Aus Liebe zum Spiel war er in der Rolle des Pflegers Sebastian unter Regie von Uwe Janson im Kinofilm Auf das Leben! zu sehen. 2015 spielte er in acht Folgen der Webserie des Bayerischen Rundfunks BR Turbo eine Hauptrolle.
In den folgenden Jahren folgten in mehreren RTL-Serien wie Alarm für Cobra 11 oder Sankt Maik verschiedene Episodenrollen, in der Serie Die Klempnerin trat er in der wiederkehrenden Nebenrolle Ben auf.

## Filmografie (Auswahl)
- 2014: Auf das Leben!
- 2014: Frauenherzen
- 2015–2016: Comedy Rocket (Fernsehserie, 10 Folgen)
- 2017: Der Usedom-Krimi (Fernsehserie, Folge Nebelwand)
- 2018: Alarm für Cobra 11 (Fernsehserie, Folge Hetzjagd auf Semir)
- 2018: Sankt Maik (Fernsehserie, Folge Und vergib uns unsere Schuld)
- 2019: Patchwork Gangsta (Fernsehserie, 7 Folgen)
- 2019: Tatort (Fernsehreihe, Folge Inferno)
- 2019: Ein ganz normaler Tag
- 2020: Rentnercops (Fernsehserie, Folgen Ich bring dich um, Die lieben Kollegen)
- 2020–2021: Verbotene Liebe – Next Generation (Fernsehserie, 9 Folgen)
- 2020: Falk (Fernsehserie)
- 2022: Marie fängt Feuer (Fernsehreihe, Folge Ungewisse Zukunft)
- seit 2022: Unter uns (Fernsehserie)
- 2023: Manta Manta – Zwoter Teil
- 2024: WaPo Bodensee (Fernsehserie, Folge Der Feind in meinem Haus)

## Theatrografie (Auswahl)
- 2012: Wut (Regie: Heinz Simon Keller), Theater Blackbox Köln
- 2013: The Two Gentlemen Of Verona (Regie: Thomas G. Waites), Theater im Hof Köln
- 2014: Macaire (Regie: Thomas G. Waites), Theater im Hof Köln